# باچانا آرابولی
باچانا آرابولی (گرجی: ბაჩანა არაბული؛ زادهٔ ۵ ژانویهٔ ۱۹۹۴) بازیکن فوتبال اهل گرجستان است.
از باشگاه‌هایی که در آن بازی کرده‌است می‌توان به باشگاه فوتبال دینامو تفلیس اشاره کرد.
وی همچنین در تیم‌های ملی فوتبال زیر ۱۷، زیر ۱۹ و زیر ۲۱ سال گرجستان و هم‌چنین بزرگسالان گرجستان بازی کرده‌است.

## دوران باشگاهی

### از ابتدا تا ۲۰۱۹
آرابولی اولین بازی حرفه ای خود را برای دیلا گوری در ۳۰ مارس ۲۰۱۳ در بازی مقابل باشگاه فوتبال زوگدیدی انجام داد. او شش ماه را در اسپانیا گذرانده‌است، جایی که او برای تیم آلکورکون بی در سطح سوم فوتبال اسپانیا بازی کرد. او همچنین برای باشگاه‌های گرجستانی تسخینوالی، دینامو تفلیس و سامتردیا و برای باشگاه‌های مجارستانی بالمازوجواروس و پوشکاش آکادمیا بازی کرده‌است.

### پانیونیوس
در ۱۸ ژوئیه ۲۰۱۹، آرابولی قراردادی سه ساله با باشگاه فوتبال پانیونیوس از سوپر لیگ فوتبال یونان امضا کرد که فصل را با ۶ امتیاز منفی به دلیل بی نظمی‌های مالی آغاز می‌کرد. آرابولی اولین گل خود را برای این باشگاه در وقت‌های اضافه در شکست روز افتتاحیه در خانه مقابل باشگاه فوتبال ولس تازه صعود کرده به ثمر رساند.

### لامیا ۱۹۶۴
در ۲۲ سپتامبر ۲۰۲۰، او با انتقال آزاد به باشگاه فوتبال لامیا ۱۹۶۴ پیوست.

## دوران ملی
آرابولی اولین بازی خود را برای تیم ملی فوتبال گرجستان در بازی دوستانه مقابل ازبکستان در ۲۳ ژانویه ۲۰۱۷ انجام داد.